# Secusio ansorgei
Secusio ansorgei là một loài bướm đêm thuộc phân họ Arctiinae, họ Erebidae.